# Arsenal nucléaire du Royaume-Uni
Ne doit pas être confondu avec Programme nucléaire du Royaume-Uni.
Le Royaume-Uni est l'un des neuf États qui possèdent l'arme nucléaire au début du XXIe siècle. Il est le troisième pays à avoir développé des armes nucléaires après les États-Unis et l'Union soviétique.
Son programme nucléaire de nom de code Tube Alloys est lancé en 1940 dans le contexte de la Seconde Guerre mondiale, en partie par crainte que le régime nazi ne développe de son côté des armes nucléaires. Initialement mené en coopération avec le projet atomique des États-Unis, il est fusionné avec celui-ci en 1943 ce qui fait perdre leur avance aux Britanniques. Le Royaume-Uni reprend son effort de développement autonome de l'arme atomique après la guerre et réalise son premier essai d'une bombe atomique à fission (bombe A) sous le nom de code Opération Hurricane le 3 octobre 1952. Le premier essai d'une bombe à fusion thermonucléaire (bombe H) a lieu sous le nom de code Opération Grapple le 15 mai 1957. Le Royaume-Uni mène 88 essais nucléaires entre 1952 et 1991, année de son dernier essai.
Durant la guerre froide, pendant laquelle les stratégies de dissuasion nucléaire revêtent une importance considérable, le Royaume-Uni se dote d'un arsenal nucléaire important qui atteint plus de 500 armes opérationnelles disponibles, nombre qui ne représente toutefois qu'un ou deux pourcents des stocks accumulés par les États-Unis ou l'Union soviétique. Depuis la fin de la guerre froide, ce stock est régulièrement réduit : fin 2013, les Britanniques disposent de 120 têtes nucléaires déployées et de 95 autres en réserve, soit un total de 215 armes nucléaires d'une puissance de 100 kilotonnes. En mars 2021, le total a baissé de 180 ogives et la revue stratégique en matière sécurité, de défense et de politique étrangère publiée à cette date évoque la possibilité d'augmenter à 260 le stock d'ogives nucléaires.
Comme vecteur de ses armes nucléaires, le Royaume-Uni met en œuvre la seule composante océanique des trois formant la « triade nucléaire ». Elle repose sur quatre sous-marins nucléaires de la classe Vanguard.
La conception matérielle de l'arme nucléaire britannique est réalisée en association avec les États-Unis, mais le Royaume-Uni a la pleine souveraineté et le contrôle exclusif de son dispositif de dissuasion nucléaire dont l'utilisation ne peut être décidée que par le Premier Ministre,.

## Historique

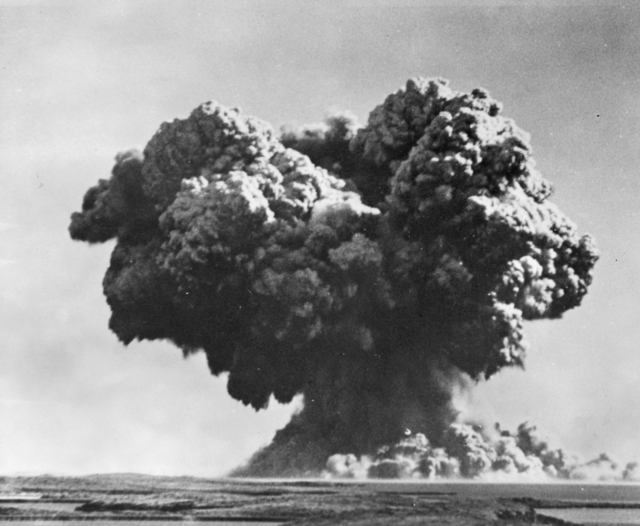
Explosion de l'opération Hurricane.

### Historique du programme nucléaire
Le gouvernement du Royaume-Uni instaure la commission MAUD pour coordonner les efforts du projet Tube Alloys de recherche sur l’arme nucléaire au début de la Seconde Guerre mondiale ; la première réunion se tient le 10 avril 1940, dans la salle de comité principale du rez-de-chaussée de la Royal Society à Burlington House à Londres. En 1943, tous les éléments utiles sont transférés dans le Nevada aux États-Unis en vertu de l'accord de Québec dans le cadre du projet Manhattan.
Une des personnes travaillant sur Tube Alloys est William George Penney, expert en ondes de choc. En juin 1944, il vient pour travailler à Los Alamos, au sein de la délégation britannique au projet Manhattan. Ses qualités de chef et sa capacité à travailler en harmonie avec les autres aboutissent à le faire incorporer au noyau de scientifiques qui prend toutes les décisions cruciales dans la direction du projet.
À la fin de la guerre, le gouvernement britannique prévoit que les États-Unis partageront la technologie, que les Britanniques considèrent comme une découverte conjointe. Mais en faisant voter la Atomic Energy Act of 1946 (loi sur l'énergie atomique) le 1er août 1946, l'administration Truman montre que le Royaume-Uni n'aura plus accès aux recherches nucléaires américaines.

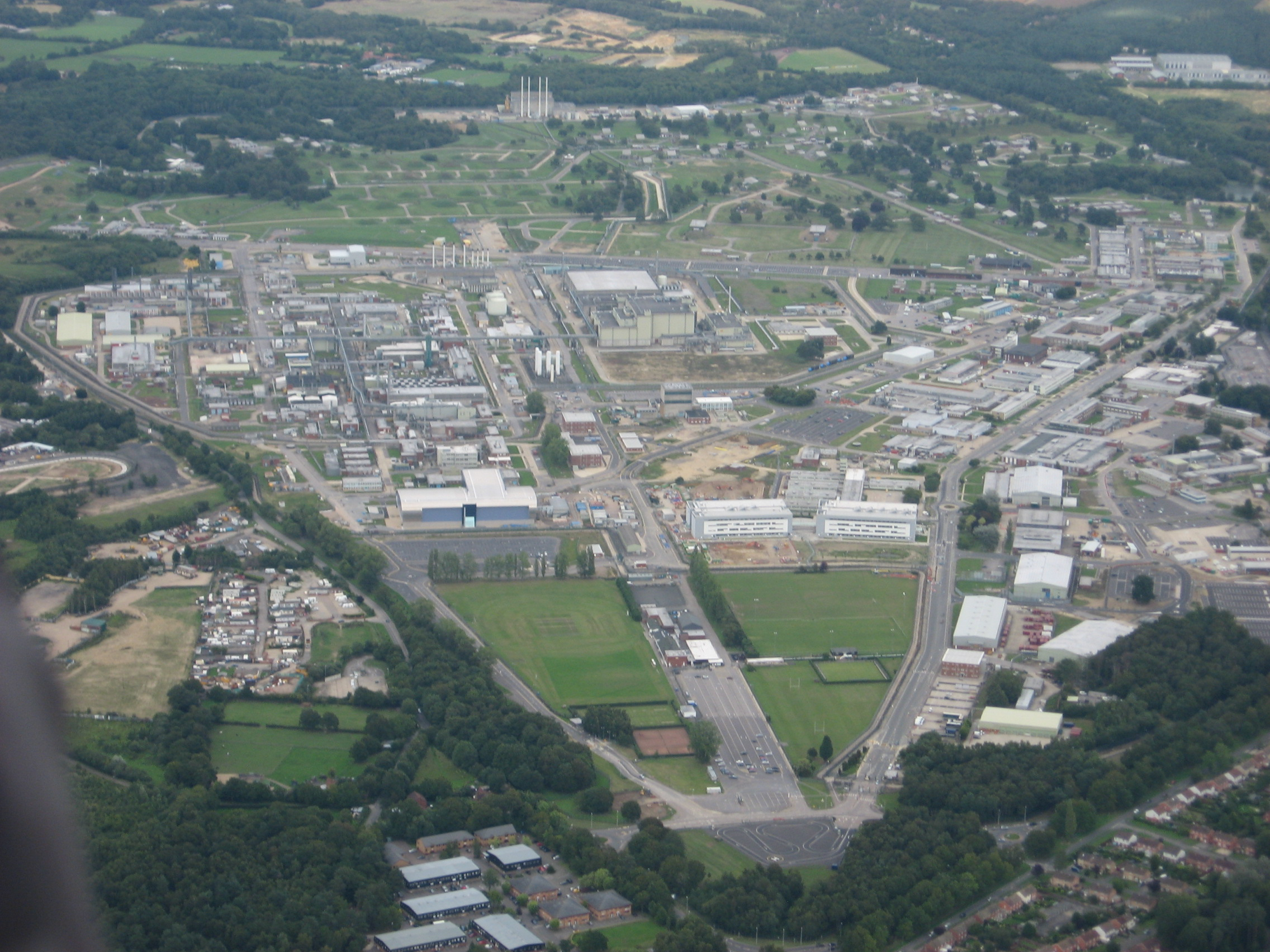
Le Atomic Weapons Establishment à Aldermaston en 2009.

Le gouvernement de Clement Attlee décide que le Royaume-Uni a besoin de la bombe atomique pour maintenir sa position politique mondiale. Selon le secrétaire d'État des Affaires étrangères Ernest Bevin : « Il faut que nous ayons ce machin ici, quel qu'en soit le coût... et marqué d'un sacré Union Jack ».
Le Dr. Penney quitte donc les États-Unis et rentre en Angleterre, où il débute ses plans pour une Section des Armes Atomiques. Le projet reçoit le nom de code « High Explosive Research » (HER), et en mai 1947, Penney en est nommé directeur. En avril 1950, un aérodrome abandonné de la RAF pendant la Seconde Guerre mondiale, à Aldermaston, est choisi comme site permanent pour le programme d'armes nucléaires britanniques. Ce sera l'Atomic Weapons Establishment.
C'est le 26 février 1952 que Winston Churchill annonce publiquement que le Royaume-Uni a la bombe atomique.
Le 3 octobre 1952, le premier essai nucléaire britannique a lieu dans les îles Montebello au large de la côte ouest de l'Australie à bord du HMS Plym (K271), une frégate de la classe River lors de l'opération Hurricane. Il s'agit d'une arme au plutonium d'une puissance de 25 kilotonnes.
À partir de 1953, les têtes des missiles nucléaires sont assemblées à l'usine AWE de Burghfield.
La première bombe atomique livrée aux forces armées fut une Blue Danube en novembre 1953, mais il fallait attendre l'entrée en service des bombardiers Valiant pour qu'elle soit opérationnelle.
Le 15 mai 1957, lors de l'opération Grapple, la première bombe H britannique, d'une puissance de 300 kt, fut testée à proximité de l'île Malden, faisant du Royaume-Uni la troisième puissance à développer cette technologie mais son rendement fut très médiocre.

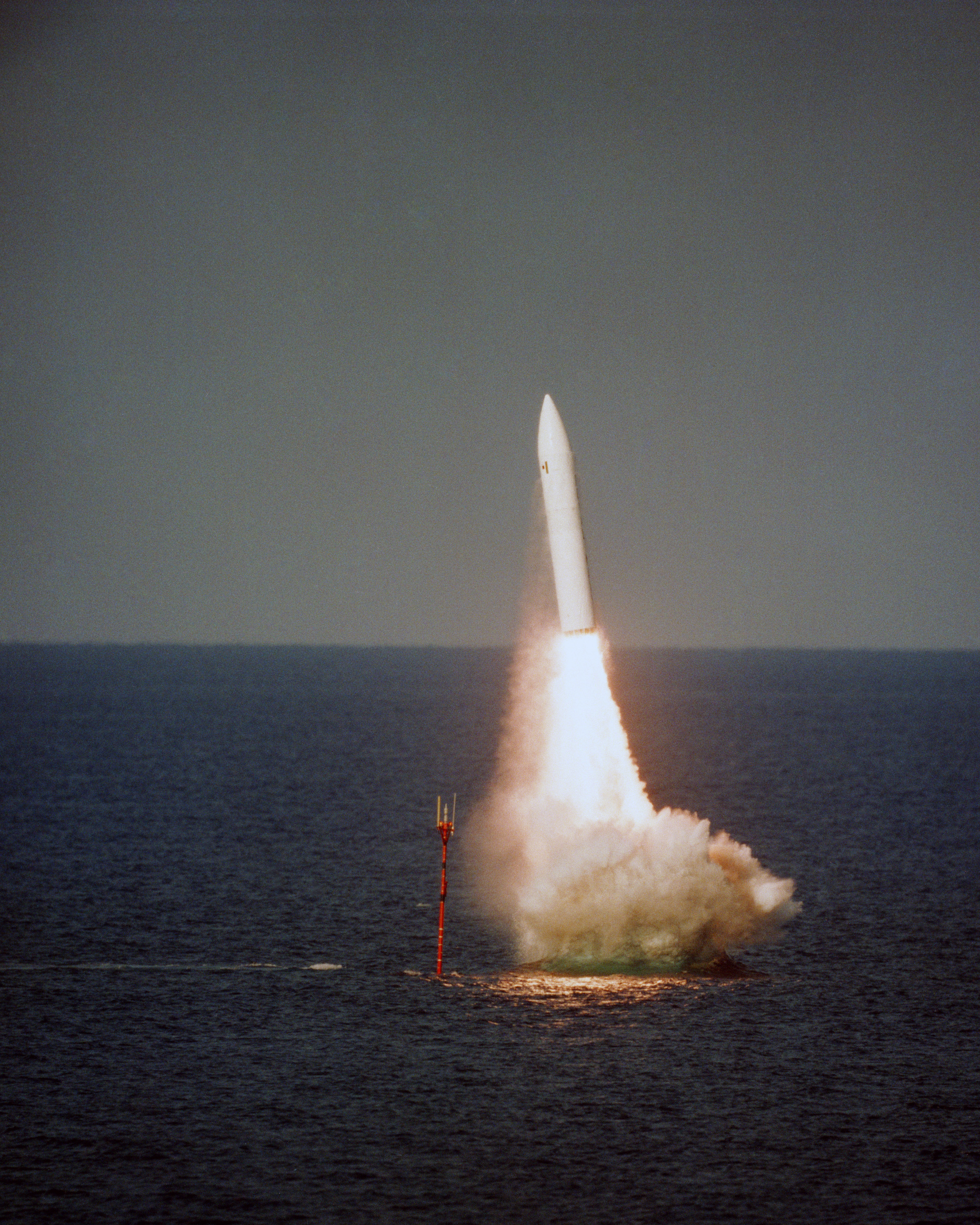
Lancement d’essai d’un missile Polaris britannique en 1986.

Les Britanniques ont réalisé en Océanie un total de 45 tirs sans compter 12 tirs de sécurité, le dernier le 26 novembre 1991, d'une puissance cumulée d'environ 10 mégatonnes sur les îles australiennes de Montebello, sur le continent australien à Maralinga et Emu Field, ainsi que sur les Îles des Kiribati Christmas et Malden.
Le 2 novembre 2010 est signé dans le cadre des traités de Londres un accord de coopération en matière de défense et de sécurité entre la France et le Royaume-Uni, qui prévoit une installation commune à Valduc (France) où sera « modélisée la performance des têtes nucléaires et des équipements associés, afin d’en assurer la viabilité, la sécurité et la sûreté à long terme ». Un centre de développement technologique commun sur le site de la AWE à Aldermaston (Berkshire) soutiendra ce projet.

### Critiques du programme nucléaire militaire britannique

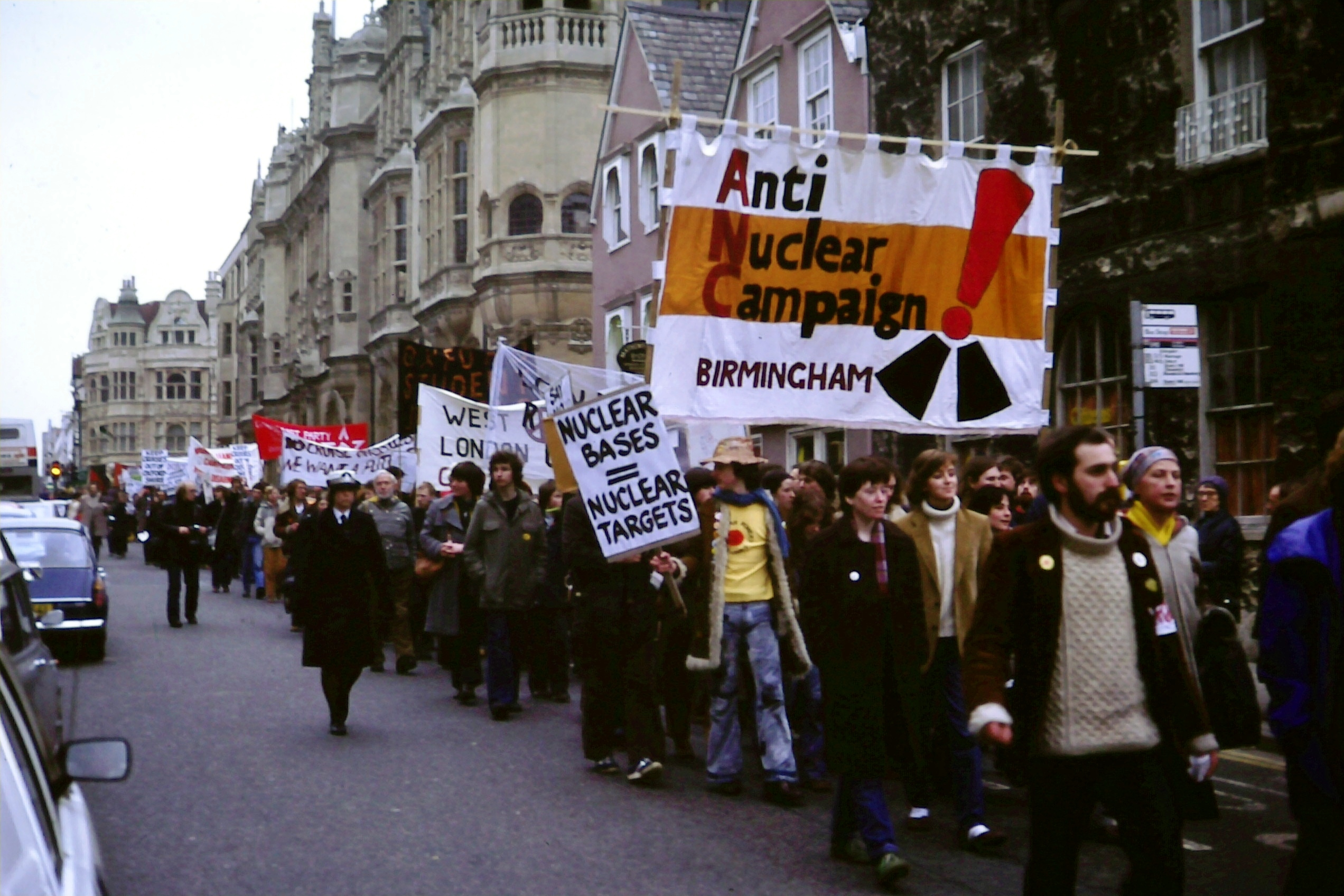
Défilé contre les armes nucléaires en 1980 à Oxford.

En 1957, la Campagne pour le désarmement nucléaire est fondée pour réclamer le désarmement nucléaire unilatéral du Royaume-Uni.
Durant la crise des euromissiles, il y a diverses grandes manifestations pacifistes. À Londres, celle d'octobre 1981 réunit environ 250 000 personnes et celle du 22 octobre 1983 plus de 300 000 selon ses organisateurs.
Le 4 avril 2015, des milliers de manifestants défilent dans les rues de Glasgow en Écosse en appelant à abandonner le programme de dissuasion nucléaire britannique Trident.
Le 13 avril 2015, plus de 200 militants antinucléaires bloquent les portes de la base navale de Faslane qui héberge les sous-marins nucléaires britanniques armés de missiles Trident.
En mai 2015, un sous-marinier, William McNeilly, dévoile sur wikileaks des failles de sécurité dans le programme nucléaire britannique Trident, qui serait selon lui vulnérable à un accident, un acte de terrorisme ou de sabotage. Après s'être rendu, il est placé en détention provisoire dans un établissement militaire en Écosse.
Le 27 février 2016, plusieurs milliers de personnes manifestent à Londres contre la modernisation des armes nucléaires et son coût. Le gouvernement Cameron envisage en effet de renouveler quatre sous-marins nucléaires lanceurs d'engins, pour un coût prévu en 2015 de 17,5 à 23,4 milliards de livres sterling (22,2 à 30 milliards d'euros en février 2016).

## Force nucléaire du Royaume-Uni

### Force aérienne

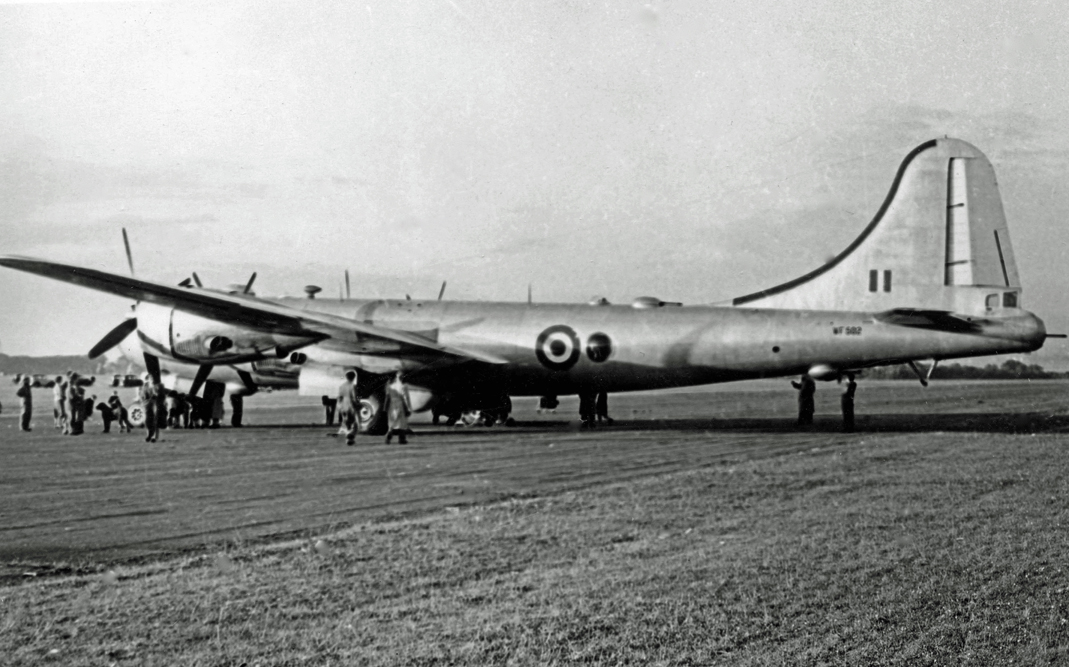
Un B-29A Washington du Bomber Command en 1952

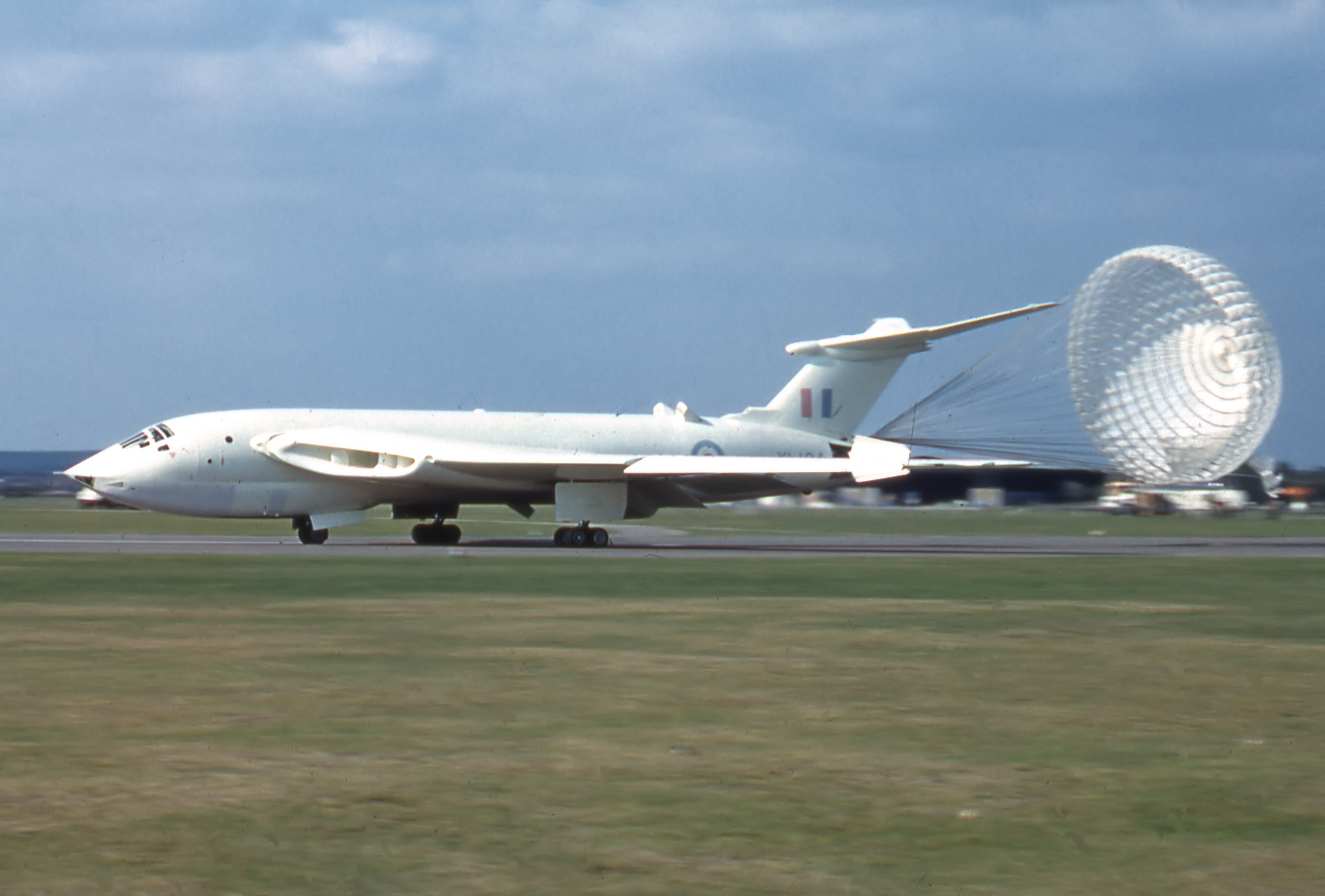
Bombardier Handley Page Victor avec la livrée blanche d'attaque nucléaire en 1961.

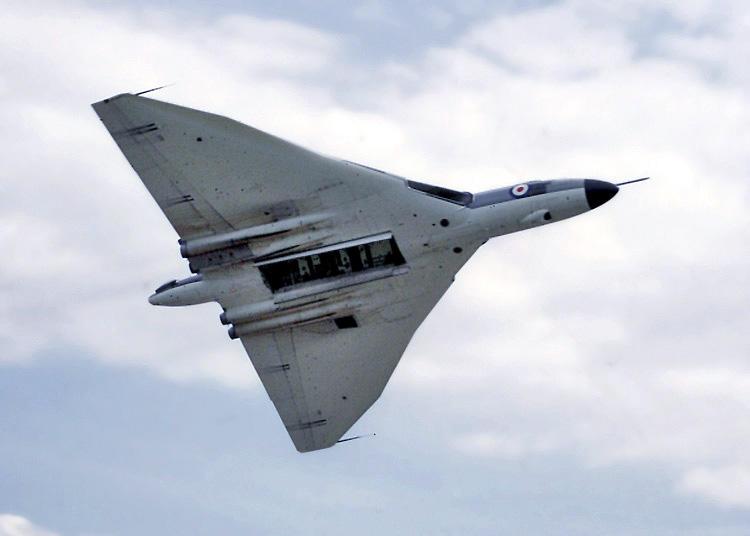
Un Avro Vulcan.

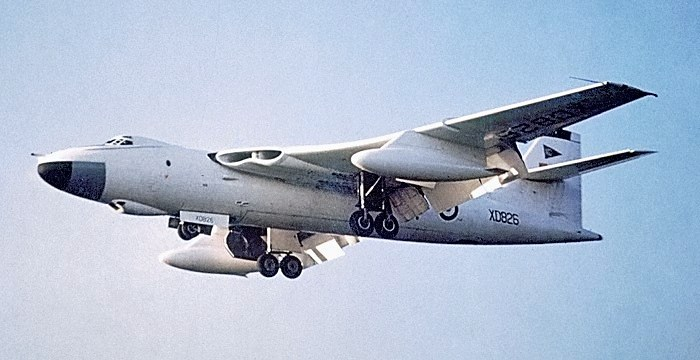
Un Vickers Valiant.

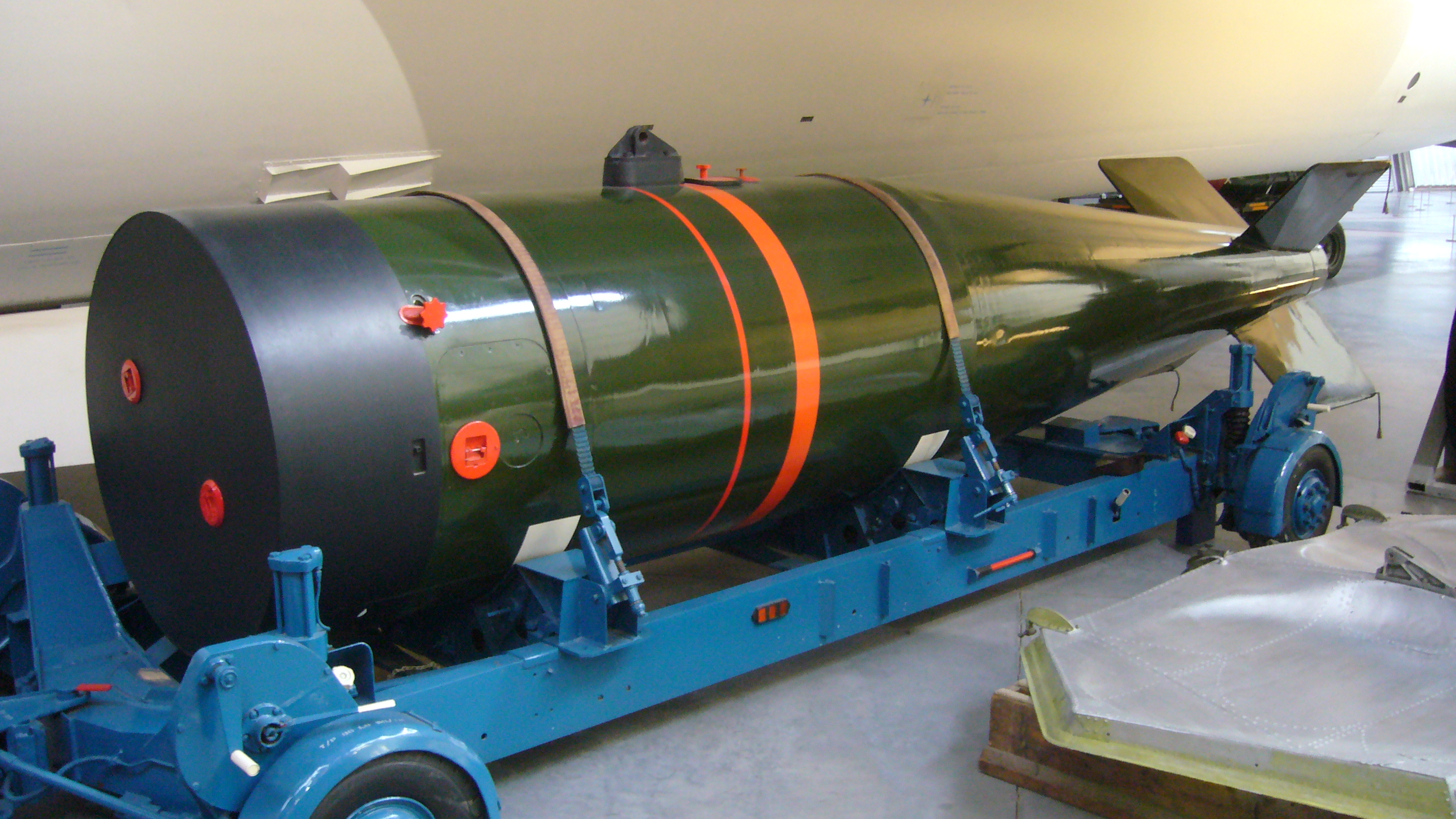
Une Yellow Sun dans un musée, première bombe H opérationnelle britannique, entrée en service en 1959/1960, pesant 3290 kg pour 6,4 m de long.

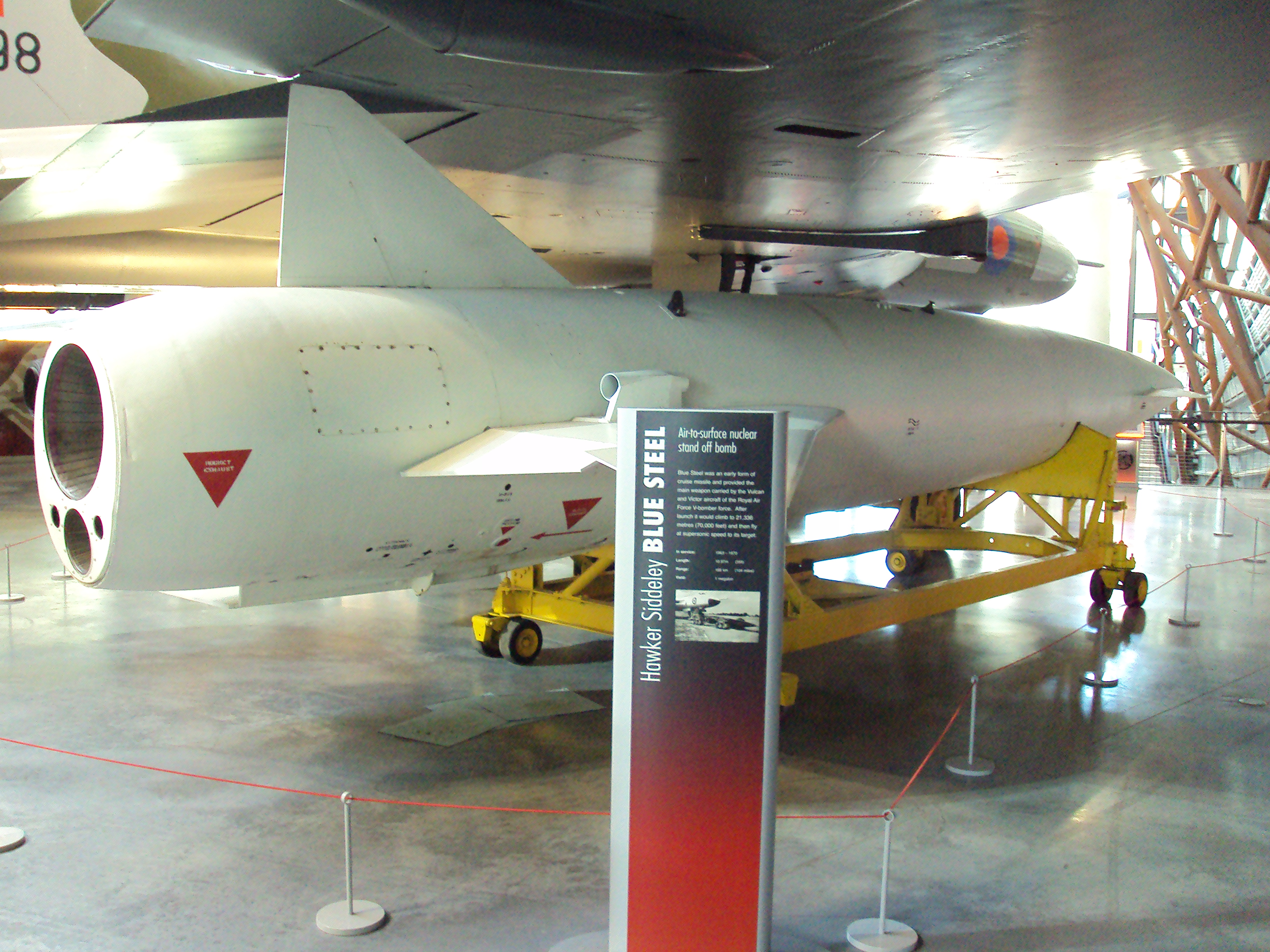
Un Blue Steel au musée de la RAF de Cosford.

Lors de l'après-guerre, le Royal Air Force Bomber Command contrôlait les bombardiers nucléaires du Royaume-Uni. Outre les classiques bombardiers survivants de la Seconde Guerre mondiale, elle eut en location dans le cadre du programme d'assistance de défense mutuelle, de 1950 à 1955, 87 Boeing B-29 Superfortress sous la désignation de Boeing Washington.
Les V bomber car leur nom commençait par un « V », étaient le Vickers Valiant (premier vol en 1951, entré en service en 1955), le Handley Page Victor (premier vol en 1952, en service en 1958, retiré en 1984) et le Avro Vulcan (premier vol en 1952, en service en 1956).
En 1955, un rapport secret de William Strath, responsable du secrétariat des plans de guerre centraux, concluait que, si 10 bombes à l'hydrogène étaient déclenchées le long de la côte ouest du Royaume-Uni, cela tuerait ou blesserait environ un tiers de la population britannique. La plupart des terres agricoles du pays seraient inutilisables pendant deux mois et l'eau potable serait contaminée.
En 1958, le plan de guerre d'urgence du Bomber Command prévoyait la destruction de 44 villes soviétiques. Une telle attaque tuerait environ 38 millions de personnes. Une bombe à hydrogène serait larguée sur le centre de chaque ville, mais Moscou serait touchée par quatre et Leningrad par deux. Si la Grande-Bretagne était entrée en guerre aux côtés des États-Unis au début des années 1960, le Bomber Command aurait été invité à détruire 25 villes soviétiques supplémentaires. Selon l'historien John Simpson, la RAF disposait en 1959 de 71 bombes atomiques britanniques et de 168 américaines. À partir de 1961, la première bombe H de série britannique nommée Red Snow (en) entre en service, construite à quelque 150 unités, elle sera retirée en 1972.
Le 23 mai 1963, la V-force ou Bomber Command Main Force, surnom de la force de bombardement donné car le nom des trois types de bombardiers alors en service commençait par cette lettre, était affectée officiellement au Commandant suprême des forces alliées en Europe pour la mise en œuvre de la désignation de cible, la planification et la coordination des missions nucléaires, ce qui était l’équivalent du SIOP de l’OTAN. La V-Bomber force a atteint son apogée en juin 1964, elle était alors composée de 50 Valiant, de 39 Victor et de 70 Vulcan en service.

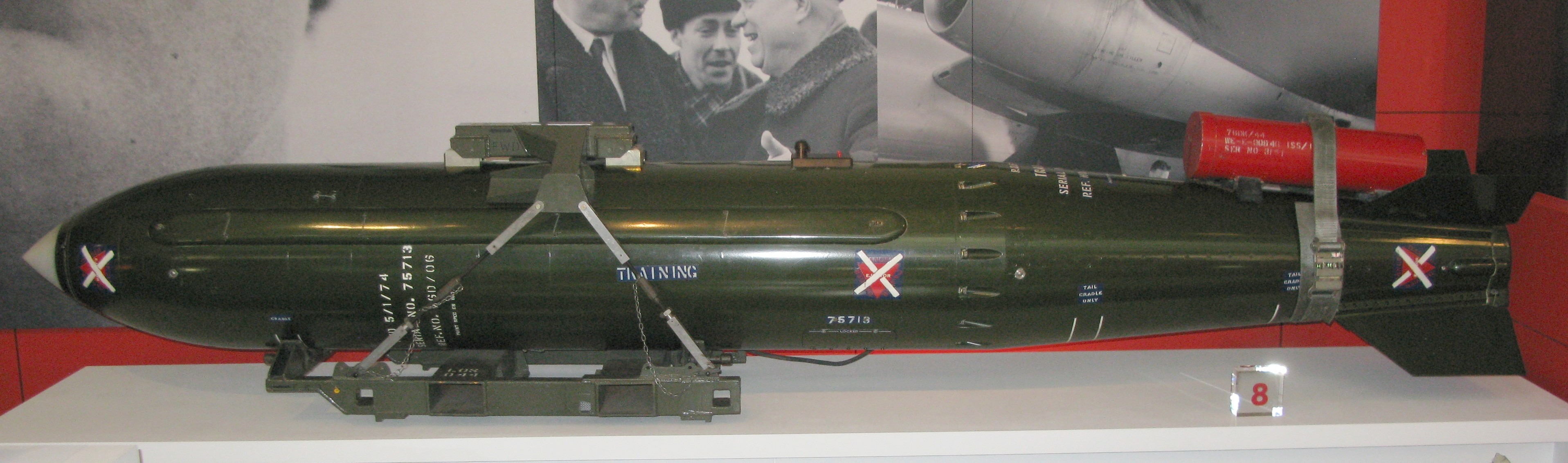
Bombe d’entraînement WE.177 dans un musée.

Le gouvernement britannique avait prévu d'équiper ces avions du missile sol-air américain AGM-48 Skybolt armé d'ogives Red Snow (en) et le premier ministre Macmillan rencontra le président des États-Unis Eisenhower en mai 1960, accepta d'acheter 144 Skybolts pour la RAF, ce qui scella le destin des projets de missile balistique sol-sol Blue Streak.
L'arrêt du programme américain Skybolt, qui fut compensé lors des accords de Nassau par la fourniture de missiles lancés par sous-marin Polaris, fit que le programme de missile air-sol Blue Steel Mk 2 d'une portée de 300 km qui avait connu des aléas depuis son lancement en 1957 fut remis en selle et entra en service de 1963 à 1970 à bord des Vulcan Mk 2 et plus tard sur Victor Mk 2.
Avec l'entrée en service des SNLE de la Royal Navy, le rôle de dissuasion nucléaire du Bomber Command a baissé et ce commandement fut absorbé en 1968 par le nouveau RAF Strike Command.
Le Royaume-Uni construisit également des armes nucléaires tactiques. La Red Beard (en) d'une puissance de 10 à 20 kilotonnes fut produite à environ 80 exemplaires pour la RAF et 30 pour les chasseurs-bombardiers Blackburn Buccaneer de la Fleet Air Arm et fut en service entre 1961 et 1971.
La dernière arme nucléaire aéroportée britannique a été la bombe nucléaire tactique WE.177 (en) qui fut en service de 1966 jusqu'en 1992 dans la Royal Navy et 1998 pour la RAF succédant à la Red Beard. La WE.177 dérivé en trois modèles d'une puissance allant de 10 à 400 kt pouvait être emportée par des chasseurs-bombardiers tel le Blackburn Buccaneer, le Hawker Siddeley Harrier et le Panavia Tornado, ou, en version de charge de profondeur, par des hélicoptères de lutte anti-sous-marine. La RAF a disposé de 8 escadrons de Tornado GR1/1A armés de WE.177 dont ceux basés sur la base de RAF Bruggen (en) en Allemagne de l’Ouest qui ont été transférés à la fin de la guerre froide sur la base de RAF Lossiemouth en Écosse et RAF Marham en Angleterre.

### Force sous-marine

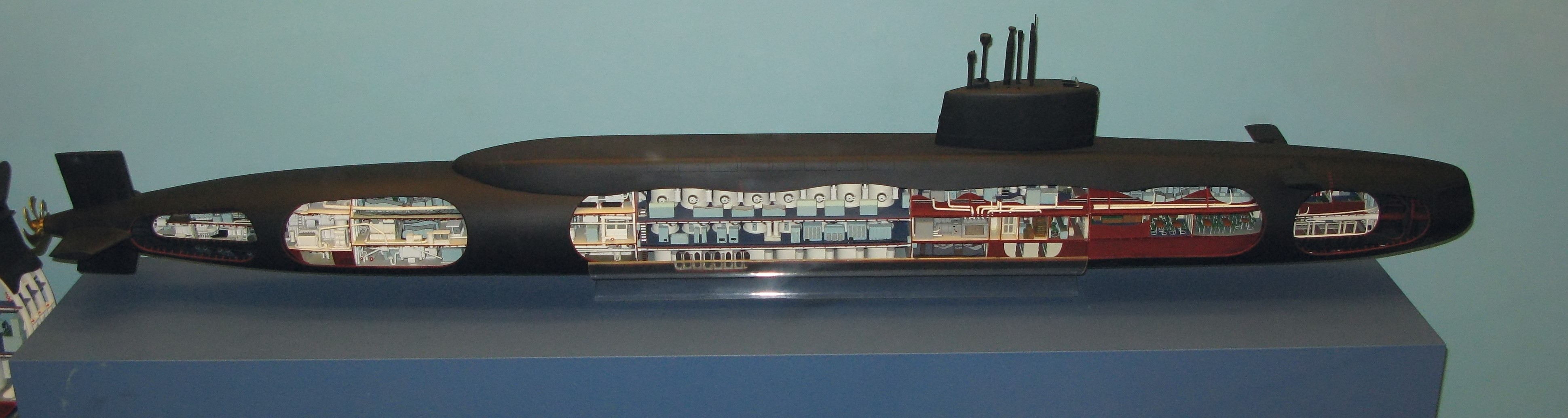
Maquette de l', le 1er SNLE britannique. On distingue les 2 rangées de silos entre le kiosque et la salle des machines.

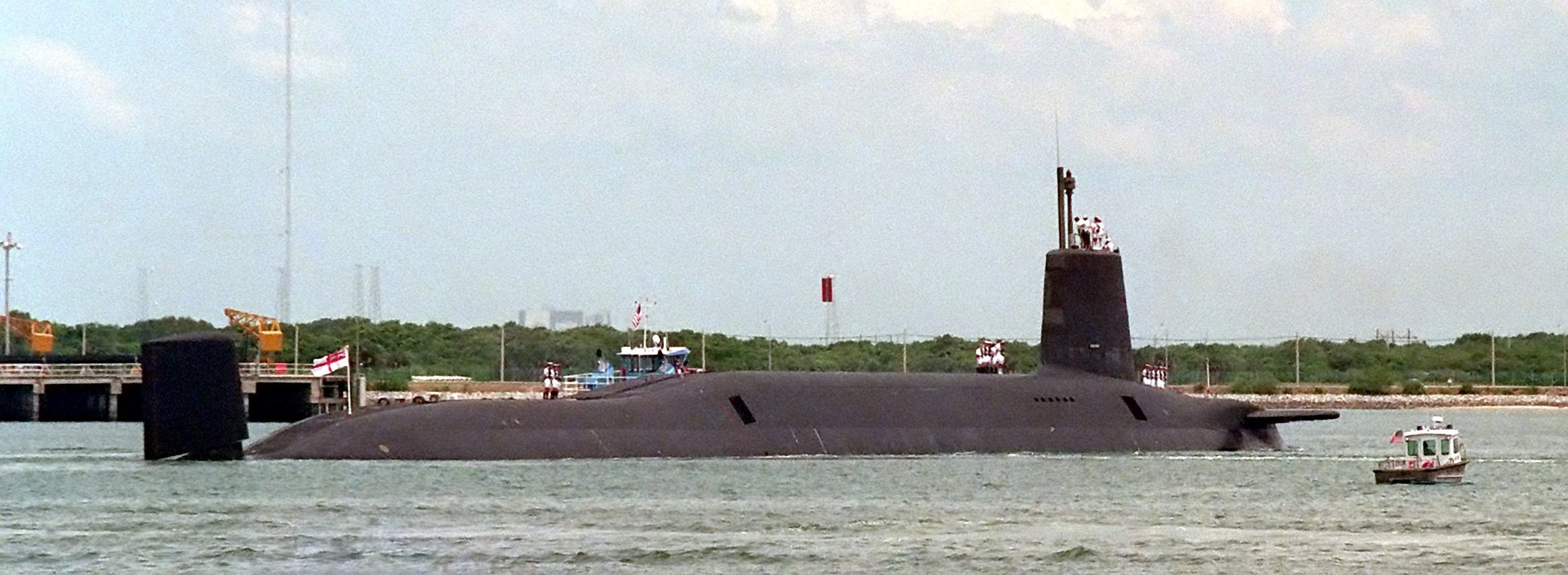
Le HMS Vanguard en 1994.

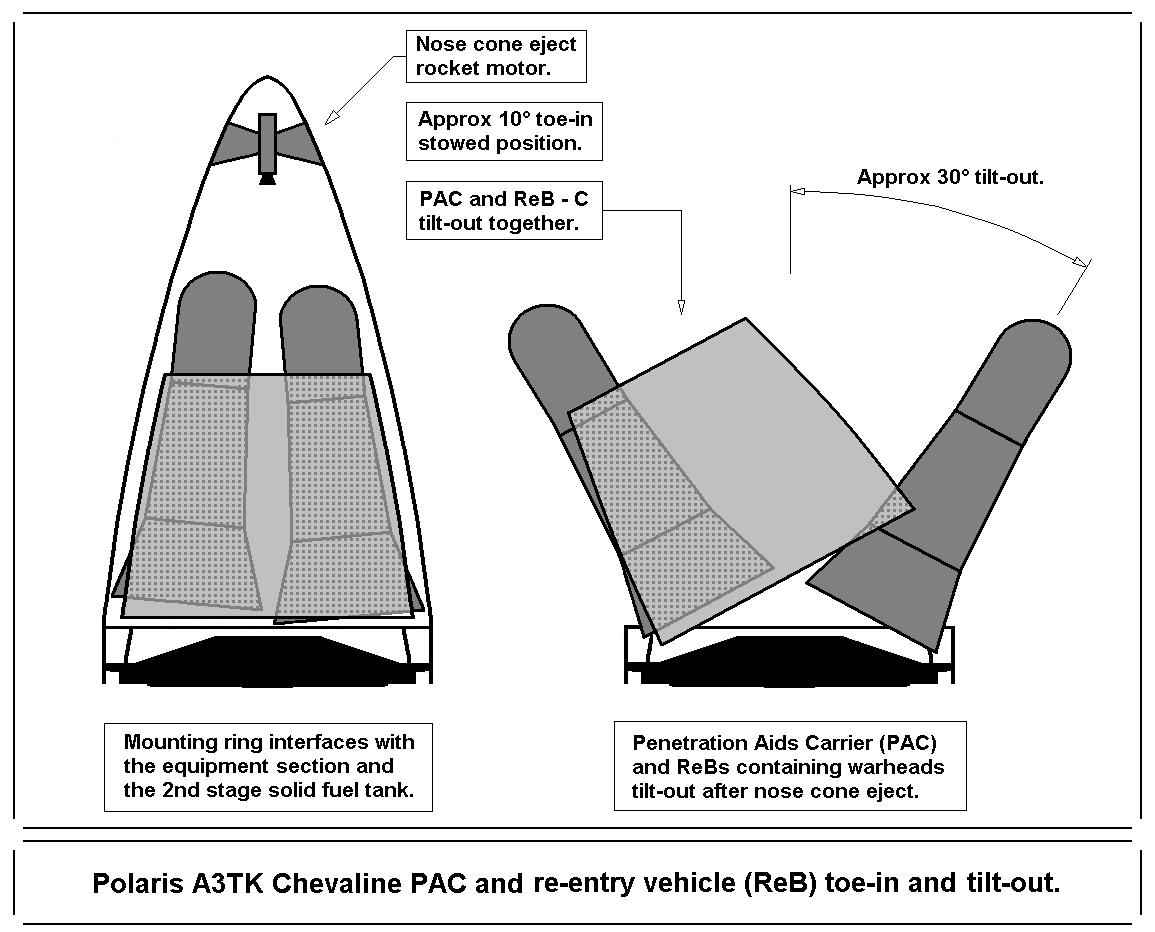
Système d'éjection pour les ogives nucléaires britanniques Chevaline A3TK.

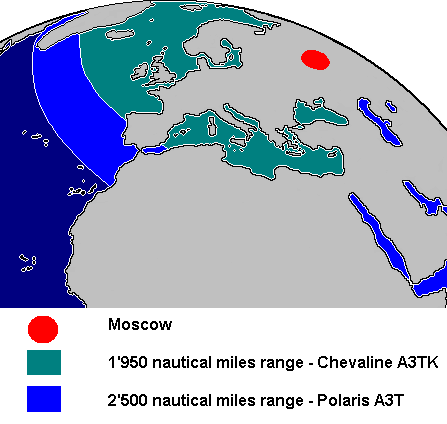
Zone de patrouille des SNLE équipés des missiles Polaris A3T américains et Chevaline A3TK britanniques en prenant Moscou pour cible.

L'évolution des radars et du missile surface-air rendent de plus en plus vulnérables les bombardiers de la force de frappe stratégique du Royaume-Uni. Pour résoudre ce problème le premier ministre britannique Harold Macmillan demande au président américain Eisenhower de pouvoir équiper les V bomber du missile AGM-48 Skybolt. Cela permettait, avec un missile ayant une portée de 1 600 km de rester à bonne distance des défenses soviétiques.

Mais la nouvelle administration américaine de John Fitzgerald Kennedy exprime de sérieux doutes sur le Skybolt à l'ère du nouveau missile balistique intercontinental.
La Royal Navy se retourne donc sur le nouveau système Polaris pour développer un nouveau sous-marin. Cinq SNLE de la classe Resolution sont alors prévus, mais seules quatre unités sont commandées en mai 1963 à la Vickers Shipbuilding Ltd de Barrow-in-Furness et à la Cammell Laird and Co. Ltd de Birkenhead. Le design est une modification du sous-marin de classe Valiant pour intégrer le compartiment des 16 missiles entre l'aileron et le réacteur nucléaire. Ils sont lancés entre 1966 et 1968 et la tête de série est entrée en service en octobre 1967; leur port d'attache est la Her Majesty's Naval Base Clyde dans la région d'Argyll and Bute dans l'ouest de l'Écosse.
Les missiles sont construits aux États-Unis et les charges nucléaires sont britanniques. Il s’agit à l’origine de la ET.317, une ogive utilisant la fusion secondaire de la W59 américaine et un système de fusion primaire britannique nommé “Cleo” testé en 1962 au site d'essais du Nevada. Des variantes de ce design sont utilisées sur d’autres systèmes d’armes dont le WE.177, le Skybolt, et Blue Water. Le missile Polaris version A3 utilisé par la Royal Navy est le premier missile occidental équipé de véhicules de rentrée multiple, à bord de ses SNLE de la classe Resolution à partir de juin 1968 armés chacun de deux têtes nucléaires britanniques Chevaline A3TK de 200 kt (au lieu de trois ogives sur les missiles américains) ; la portée de ses missiles était réduite de plus de 500 milles marins par rapport à la version américaine car la charge utile était équipée de leurres et d'aides à la pénétration supplémentaires pour éviter la défense antimissiles. À partir de 1982, des missiles équipés de six charges de 40 kt furent opérationnels. Les Polaris britanniques servaient de moyen de dissuasion britannique et visaient moins d'une douzaine de villes soviétiques. Jusqu'à la fin de la guerre froide, l'objectif principal du Royaume-Uni était la destruction complète de la capitale de l'Union soviétique. Ils resteront en service jusqu'en 1996.
Ils sont remplacés à partir de 1993 par quatre SNLE de la classe Vanguard disposant au total d'environ 160 ogives et ayant en stock 58 missiles Trident D5, ceux-ci ayant une portée maximale d'environ 11 000 km avec une charge utile réduite à une seule ogive et de plus de 7 400 km avec une charge utile maximale. Ces missiles sont loués aux États-Unis et les sous-marins britanniques doivent régulièrement visiter la base navale de Kings Bay aux États-Unis pour leur maintenance et leur remplacement par d'autres.
- HMS Vanguard (S28)
- HMS Victorious (S29)
- HMS Vigilant (S30)
- HMS Vengeance (S31)

En juin 2011, le nombre de têtes nucléaires embarquées sur chaque sous-marin nucléaire lanceur d’engins britannique a été réduit de 48 à 40; le nombre de missiles opérationnels Trident D5 embarqués sur chaque sous-marin sera réduit à 8 et le nombre total de têtes nucléaires opérationnelles passera de 160 à 120 d’ici 2015.
La Grande-Bretagne attribue à ses patrouilles de SNLE une mission substratégique pour compléter son rôle stratégique. Sur le plan opérationnel, cela signifie probablement que certains des missiles ont une seule ogive. Ces ogives pourraient être utilisées pour attaquer des adversaires régionaux (États dits voyous) qui possèdent des armes de destruction massive, une mission qui ne nécessiterait pas une attaque importante. La mission substratégique peut également exiger des petites options de rendement d'ogives. Ceci peut être obtenu en choisissant de faire exploser la partie primaire d'une ogive, qui produirait une explosion d'un kilotonne ou moins, ou en choisissant de faire exploser la partie primaire stimulée, ce qui produirait un rendement de l'ordre de quelques kilotonnes.
En 2016, la Royal Navy maintient à quatre son nombre de SNLE. Un étant en patrouille en mer, deux au port pouvant partir en quelques jours, et le quatrième en maintenance longue. En 2007, le Parlement du Royaume-Uni a décidé de lancer un programme de renouvellement de la flotte avec mise en service de sous-marins appelé en 2016 la Classe Dreadnought pour remplacer les Vanguard à partir de 2022. Il vote ensuite le 18 juillet 2016 le renouvellement des quatre sous-marins nucléaires lanceurs de missiles Trident du pays, pour un coût d'au moins 41 milliards de livres (49 milliards d'euros) à partir des années 2030.

### Force terrestre

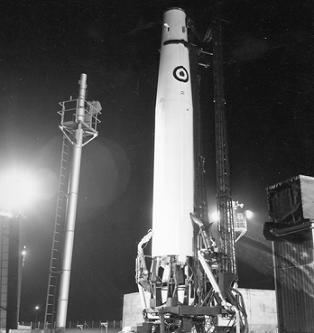
Un Thor de la RAF sur un pas de tir de Vandenberg Air Force Base.

En 1954, Américains et Britanniques décident de coopérer dans le développement des missiles balistiques. Selon cet accord, les Britanniques réalisent un missile balistique à courte portée (2 500 km) mono-étage : le Blue Streak pour équiper leur arsenal nucléaire. La société de Havilland est chargée du développement et Rolls Royce construit les moteurs-fusées qui utilisent une licence du constructeur américain Rocketdyne. Mais les Américains violent les termes de l'accord en lançant la fabrication de missiles balistiques concurrents, les missiles Atlas et Thor. Après avoir tenté de trouver un créneau en allongeant la portée à 4 000 km, le gouvernement britannique décide en 1960 d'abandonner le développement d'un missile qui ne peut pas, du fait de sa technologie, riposter à une frappe nucléaire surprise. En effet, le Blue Streak utilise des carburants liquides (60 tonnes de LOX et plus de 20 tonnes de kérosène) et le remplissage des réservoirs, qui ne peut être réalisé à l'avance, nécessite trop de temps.
En 1956, les États-Unis ont approché le Royaume-Uni pour étudier la possibilité de baser sur le sol britannique des IRBM en raison des inquiétudes croissantes sur les missiles balistique de l'armée rouge. Soucieux de rétablir une relation qui avait souffert après la crise du canal de Suez, Harold Macmillan et Dwight David Eisenhower se rencontrent dans les Bermudes entre le 20 et le 24 mars 1957 et les graines ont été semées pour que le Bomber Command devienne l'unique opérateur de 20 escadrons de trois missiles Thor chacun armé d'une ogive W49 en partage nucléaire qui commencent à être déployées à partir d'août 1958 du Yorkshire au Suffolk. Il s'agit du Project Emily. Cependant, une fois ses propres bases établies dans les États-Unis contigus, le gouvernement américain considère ces IRBM obsolètes et il a été décidé de geler la force de Thor en 1962, cinq ans plus tôt que prévu. La crise des missiles de Cuba changea la situation et 59 des 60 missiles ont été portés à la préparation opérationnelle durant la crise, mais en dépit de la reconnaissance de leur efficacité en cette occasion, les escadrons ont été dissous, les derniers en septembre 1963 et les plans britanniques pour un programme de suivi ont également été mis au rebut.
| \| Aldermaston Burghfield Blacknest Coulport Cardiff Foulness Orford Ness Faslane \| Localisation des sites |
| Aldermaston Burghfield Blacknest Coulport Cardiff Foulness Orford Ness Faslane                              |

La British Army of the Rhine, stationnée en Allemagne de l’Ouest, était dotée d'armes nucléaires tactiques comprenant, en 1966, six batteries d'obusiers M110 de 203 mm et 36 obus atomique disponibles de 1960 a 1987, et six batteries de missiles sol-sol MGR-1 Honest John en service de 1960 a 1978 comptant 120 ogives nucléaires étaient fournies également en partage nucléaire par la 7e armée américaine. Elle disposait également de 36 obus atomiques de 155 mm de 1961 a 1991, de 50 mines terrestres nucléaires entre 1967 a 1982, d'une centaine d'ogives pour MGM-5 Corporal jusqu'en 1966 et de 85 ogives pour missiles MGM-52 Lance de 1976 a 1992.

### Installations de recherche et de production
L'Atomic Weapons Establishment (AWE), anciennement Atomic Weapons Research Establishment (AWRE), est situé sur un site de 300 hectares à Aldermaston, dans le Berkshire. Il a été construit sur le site de l'ancienne base RAF d'Aldermaston, qui a été convertie en centre de recherche, de conception et de développement d'armes nucléaires, et a ouvert le 1er avril 1950. En 1954, l'AWRE a également pris le contrôle de plusieurs Royal Ordnance Factories, la base ROF Burghfield de 91 hectares située à proximité, où les ogives nucléaires étaient assemblées, et des champs d'essai de Foulness et d'Orford Ness. Des composants pour armes nucléaires ont également été produits sur l'ancien site de la base ROF Cardiff.
L'AWRE est devenu une partie de l'AEA le 1er janvier 1955. Les derniers essais à Orford Ness ont eu lieu le 9 juin 1971 et le site a été fermé le 1er octobre 1971. Cardiff a fermé en 1997, et Foulness à la fin de cette année-là. En 1989, le gouvernement a annoncé son intention de trouver une société privée pour gérer l'AWE, le gouvernement conservant la propriété du site et le contrôle de l'AWE par le biais d'un accord d'actions privilégiées. En 1993, le contrat a été attribué à un consortium composé de Hunting Engineering (en), Brown and Root et AEA Technology (en). En 1999, le contrat a été transféré à un consortium composé de BNFL, Lockheed Martin UK (en) et Serco. En 2008, le gouvernement britannique a vendu la part de BNFL à Jacobs Engineering.
En novembre 2020, le ministère de la Défense déclenche la rupture du contrat et annonce prendre possession d'AWE Plc en juillet 2021,.
Le site de Blacknest à Brimpton Common, faisant anciennement parti du ministère de la Défense abrite le département de sismologie médico-légale.

## Déploiement de forces nucléaires des États-Unis au Royaume-Uni

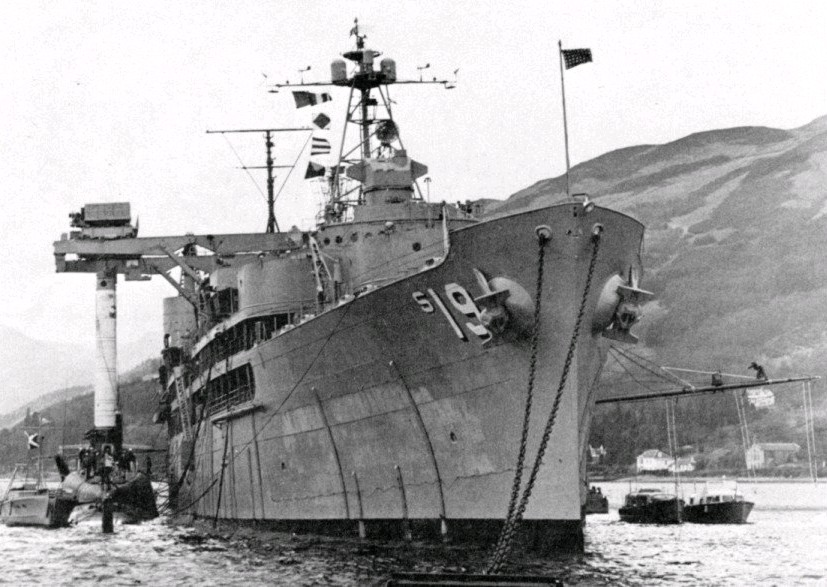
Le ravitailleur de sous-marin USS Proteus (AS-19) transférant un missile Polaris à bord du USS Patrick Henry (SSBN-599) à Holy Loch.

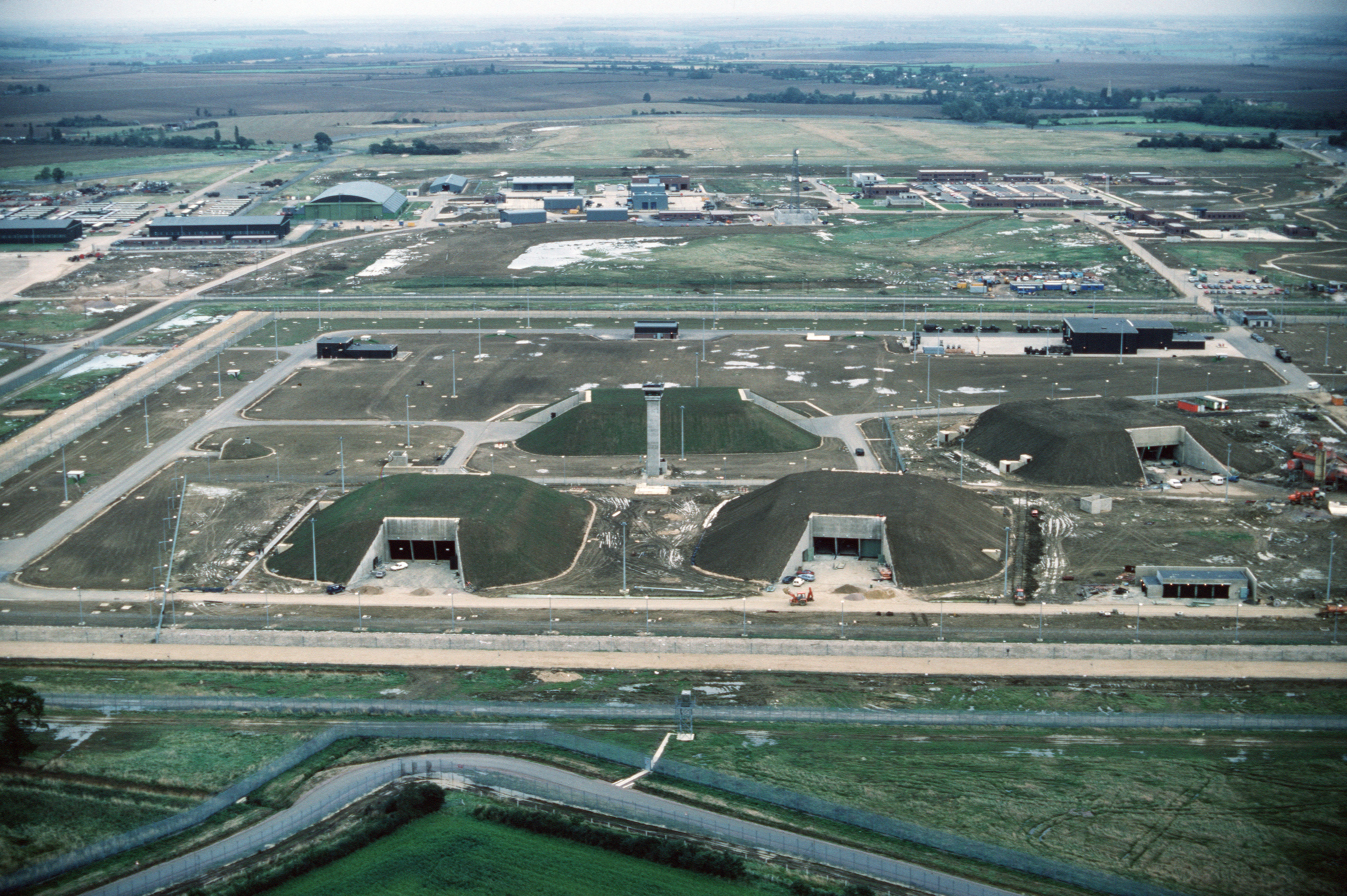
Dépôts de missiles BGM-109G Gryphon sur la base de Molesworth au Royaume-Uni le 25 janvier 1989.

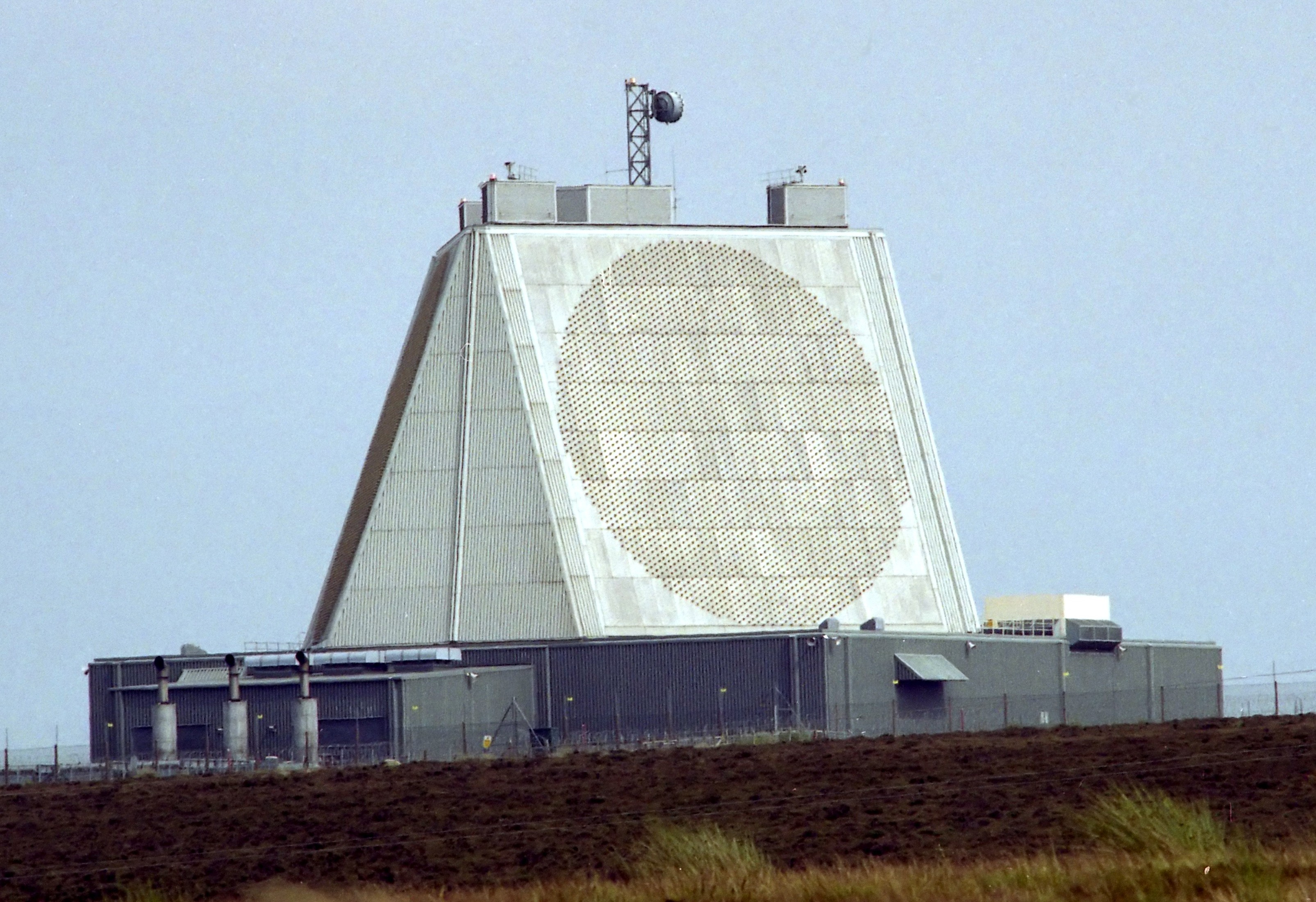
Le radar de la base de RAF Fylingdales destiné à la Ballistic Missile Early Warning System.

Les premières armes nucléaires de l'United States Air Forces in Europe sont déployées à partir de septembre 1954 sur des bases britanniques. Les dernières sont retirées à partir de 2004.
Outre les bombes pour avions, une centaine de missiles de croisière BGM-109G Gryphon seront installés dans deux bases du Tactical Air Command entre 1983 et 1988, année de leur retrait du service à la suite du traité sur les forces nucléaires à portée intermédiaire.
Des formations du Strategic Air Command stationnèrent épisodiquement ou en permanence à partir de la fin des années 1940 sur les bases de la RAF.
L'US Navy stationna une flottille ayant en moyenne quatre sous-marins nucléaires lanceurs d'engins destiné à l'OTAN et un ravitailleur de sous-marins de 1961 à 1992 à Holy Loch.
Outre les armes nucléaires destinées à la British Army indiquées ci-dessous, des grenades anti-sous-marines nucléaires sont destinées à la Royal Navy avec un pic de plus de 90 au début des années 1970. Il y entre environ 150 et un pic de 392 armes nucléaires américaines à destinations des forces britanniques jusqu'à leur retrait en 1991/1992.